# ダニエル・シャリッチ
ダニエル・シャリッチ（Daniel Šarić、1972年8月4日 - ）は、クロアチアの元サッカー選手。元クロアチア代表。ポジションはディフェンダー。

## 来歴
1997年にクロアチア代表デビュー。2002 FIFAワールドカップのメンバーにも選ばれ、グループステージ全3試合に出場した。クロアチア代表で30試合に出場した。

## 代表歴

### 出場大会
- クロアチア代表
  - 2002 FIFAワールドカップ

### 試合数
- 国際Aマッチ 30試合 0得点（1997年-2002年）[1]

| クロアチア代表 | 国際Aマッチ | 国際Aマッチ |
| 年             | 出場        | 得点        |
| -------------- | ----------- | ----------- |
| 1997           | 3           | 0           |
| 1998           | 2           | 0           |
| 1999           | 8           | 0           |
| 2000           | 5           | 0           |
| 2001           | 6           | 0           |
| 2002           | 6           | 0           |
| 通算           | 30          | 0           |